# Chionaema dubenskii
Chionaema dubenskii là một loài bướm đêm thuộc phân họ Arctiinae, họ Erebidae.